# Game of Thrones (Computerspiel, 2014)
Game of Thrones ist ein Computerspiel von Telltale Games für die Plattformen Windows, macOS, PlayStation 3, Xbox 360 und Android, welches auf George R. R. Martins Buch Das Lied von Eis und Feuer und der dazugehörigen Serie Game of Thrones basiert. Es handelt sich um ein in sechs Episoden unterteiltes Adventure, dessen erster Teil am 2. Dezember 2014 erschien.

## Handlung

### Erzählung
Episode 1 schließt an die Geschehnisse des Staffelendes der dritten Fernsehstaffel an, der Roten Hochzeit. Sie dient der Vorstellung der fünf Hauptcharaktere und des Grunddilemmas des Hauses Forrester, das in den folgenden Episoden gelöst werden soll.

### Charaktere
Im Laufe des Spiels wird der Spieler ein Mitglied der Forresters (entweder ein Familienmitglied oder ein Diener) steuern können, mit dem er die anderen Charaktere und die Handlung beeinflussen kann. Folgende Charaktere sind (als spielbare und als Nicht-Spieler-Charaktere) im Spiel vorhanden:
- Lord Gregor Forrester[4]
- Lady Elissa Forrester[5]
- Rodrik Forrester[6]
- Mira Forrester[7]
- Talia Forrester[8]
- Ethan Forrester[9]
- Ryon Forrester[10]
- Asher Forrester[11]
- Maester Ortengryn[12]
- Ser Royland Degore[13]
- Duncan Tuttle[14]
- Gared Tuttle[15]
- Malcolm Branfeld[16]

### Episoden
Das Spiel ist in sechs Episoden aufgeteilt, die in unregelmäßigen Abständen veröffentlicht wurden.
| Kapitel | Veröffentlichung  |
| --- | ----------------- |
| |                   |
| Episode 1 – „Eisen aus Eis“ | 2. Dezember 2014  |
| Anmerkungen: - Englischer Originaltitel: „Iron From Ice“ - USK-Freigabe: ab 16 Jahren - PEGI-Freigabe: ab 18 Jahren - Geschrieben von Andrew Grant |                   |
| |                   |
| Episode 2 – „Die verlorenen Lords“ | 3. Februar 2015   |
| Anmerkungen: - Englischer Originaltitel: „The Lost Lords“ - USK-Freigabe: ab 18 Jahren - PEGI-Freigabe: ab 18 Jahren                               |                   |
| |                   |
| Episode 3 – „Das Schwert in der Dunkelheit“ | 24. März 2015     |
| Anmerkungen: - Englischer Originaltitel: „The Sword in the Darkness“ - USK-Freigabe: ab 16 Jahren - PEGI-Freigabe: ab 18 Jahren                    |                   |
| |                   |
| Episode 4 – „Söhne des Winters“ | 26. Mai 2015      |
| Anmerkungen: - Englischer Originaltitel: „Sons of Winter“ - USK-Freigabe: ab 16 Jahren - PEGI-Freigabe: ab 18 Jahren                               |                   |
| |                   |
| Episode 5 – „Ein Nest von Vipern“ | 21. Juli 2015     |
| Anmerkungen: - Englischer Originaltitel: „A Nest of Vipers“ - USK-Freigabe: ab 18 Jahren - PEGI-Freigabe: ab 18 Jahren                             |                   |
| |                   |
| Episode 6 – „Der Eisdrache“ | 17. November 2015 |
| Anmerkungen: - Englischer Originaltitel: „The Ice Dragon“ - USK-Freigabe: ab 18 Jahren - PEGI-Freigabe: ab 18 Jahren                               |                   |

## Spielprinzip
Das Spielprinzip von Game of Thrones orientiert sich an Point-and-Click-Adventures, verzichtet jedoch auf Rätselelemente. Im Vordergrund steht stattdessen die Erzählung einer filmartigen inszenierten Handlung. Einflussmöglichkeiten hat der Spieler hauptsächlich bei den Dialogen des Spiels, mit denen kleinere Variationen in die ansonsten lineare Handlung gebracht werden können. Daneben gibt es Quick-Time-Events. Wie auch die Telltalereihen The Walking Dead und The Wolf Among Us ist Game of Thrones in Episoden aufgeteilt. Außerdem kann sich der Spieler in vielen Szenen frei bewegen und sich mit den anderen Charakteren im Spiel unterhalten, was ebenfalls Merkmale aus The Walking Dead und The Wolf Among Us sind.

## Entwicklung
Nach den bisherigen Game-of-Thrones-Spielen, welche eher mittelmäßige bis negative Bewertungen erhielten, wollte George R. R. Martin ein Spiel, das von „einem Studio stammt, das weiß, wie man spannende und interessante Handlungen erschaffen kann“. Bei der Suche stieß er auf Telltale Games, die vorher schon großen Erfolg mit lizenzierten Adventure-Spielen wie The Walking Dead und Jurassic Park: The Game hatten. Nach einem Jahr der Diskussion mit HBO bekamen die Entwickler die Rechte für das Game-of-Thrones-Spiel. Bei der Entwicklung des Spiels arbeitete Martins persönlicher Assistent Ty Franck als Berater für die Handlung mit. Studioleiter Colum Slevin bezeichnete es als Telltales primäres Designziel, mit dem Spiel eine ähnliche emotionale und erzählerische Wirkung wie Filme zu erreichen. Eine möglichst realfilmartige optische Gestaltung stünde nicht im Mittelpunkt. Anders als die vorherigen Telltale-Episodenspiele wurden für Game of Thrones außerdem sechs statt fünf Episoden konzipiert.

## Rezeption
Das Spiel wurde grundsätzlich mittelmäßig bewertet. Auf Metacritic erhielt es in der Nutzerwertung 6,5/10 Punkten, in der Kritikerwertung 64/100 Punkten. Kritiker loben die gelungene Atmosphäre des Spiels, welche den originalen Charakter der Serie gut zur Geltung bringt. Außerdem wurde die Interaktion mit den Charakteren gelobt. Sie kritisieren jedoch, der Spieler hätte zu wenig Entscheidungsfreiheit und das Spiel würde sich nicht wirklich zu anderen Spielen des Entwicklers unterscheiden. Nutzer loben die Story des Spiels, die originelle Atmosphäre, sowie die Vertonung und den Spielverlauf. Kritisiert werden u. a. die teilweise vorhandenen grafischen Fehler, das offene Ende des Spiels und die geringe Interaktion.
PC Games lobte ebenfalls die „Gut eingefangene Westeros-Atmosphäre“, die schockierenden Wendungen und die lange Spielzeit. Kritisiert wird, dass Entscheidungen keine große Auswirkungen auf das Spiel hätten, die Animationen nicht glatt laufen und der Spieler ohne Vorkenntnisse aus der Serie nicht die Handlung verstehen kann. Dies wird von Grimdark Magazine bestätigt, welches hinzufügt, dass die Story mitten im Verlauf der Serie startet und der Spieler so wichtige Infos vorweg erfährt. IGN kritisiert zudem, das Ende des Spiels sei zu offen.